# Lista najwyższych budynków w Bydgoszczy
Lista najwyższych budynków w Bydgoszczy – zestawienie najwyższych budynków znajdujących się w obrębie miasta Bydgoszczy według wysokości. Według dyrektorki Miejskiej Pracowni Urbanistycznej w Bydgoszczy Anny Rembowicz-Dziekciowskiej budynki o wysokości 120 metrów mogłyby powstać na terenie Bydgoszcz Wschód-Towarowa między ulicą Łęczycką, Fordońską i Kamienną, co zostało uwzględnione w dokumencie „Kształtowanie krajobrazu miasta Bydgoszczy”. W miejscowym planie zagospodarowania Bydgoszcz-Wyszogród uwzględniono miejsce na 40-metrowe wieżowce wzdłuż ulicy Fordońskiej, nad brzegiem Wisły, wokół grodziska Wyszogród. Według artykułu dziennika Express Bydgoski z 3 lutego 2016 roku w Bydgoszczy znajdowało się 198 wieżowców. W 2019 roku River Towers został najwyższym wieżowcem w województwie kujawsko-pomorskim. Plan regionalny dla województwa bydgoskiego zakładał, że przyłączenie miasta Fordon do Bydgoszczy nastąpi do 1970 roku. 8 kwietnia 1972 roku odbyła się debata publiczna nad planem wybudowania 22-24 piętrowych wieżowców wokół rynku w Starym Fordonie, a Fordon został przyłączony 1 stycznia 1973 roku.

## Najwyższe budynki
| Pozycja | Nazwa                                                                | Zdjęcie | Adres                                | Wysokość całkowita (m) | Liczba kondygnacji | Ukończenie budowy | Źródło |
| ------- | -------------------------------------------------------------------- | ------- | ------------------------------------ | ---------------------- | ------------------ | ----------------- | ------ |
| 1       | Kościół św. Andrzeja Boboli                                          |         | Plac Kościeleckich 7                 | 76,9 m                 | –                  | 1903              | [ 8 ]  |
| 2       | Bazylika św. Wincentego a Paulo                                      |         | Ulica Aleja Ossolińskich 2           | 65 m                   | –                  | 1939              | [ 10 ] |
| 3       | River Towers                                                         |         | Ulica Toruńska 57                    | 65 m                   | 20                 | 2020              | [ 14 ] |
| 4       | Nordic Haven                                                         |         | Ulica Artura Grottgera 4             | 55 m                   | 16                 | 2016              | [ 17 ] |
| 5       | Aura Tower 1                                                         |         | Ulica Fordońska 4                    | 55 m                   | 16                 | 2022              | [ 19 ] |
| 6       | Aura Tower 2                                                         |         | Ulica Fordońska 4                    | 55 m                   | 16                 | 2022              | [ 19 ] |
| 7       | Elewator zbożowy                                                     |         | Ulica Fordońska 402                  | 52 m                   | –                  | –                 | [ 20 ] |
| 8       | Biurowiec Kujawsko-Pomorskiego Urzędu Wojewódzkiego                  |         | Ulica Jagiellońska 3                 | 51,4 m                 | 14                 | 1969              | [ 22 ] |
| 9       | Budynek Platanowego Parku                                            |         | Ulica Józefa Dwernickiego 8D         | 50 m                   | 15                 | 2023              | [ 24 ] |
| 10      | Biurowiec Eltry                                                      |         | Ulica Dworcowa 81                    | 49,5 m                 | 11                 | 1964              | [ 27 ] |
| 11      | Katedra św. Marcina i Mikołaja                                       |         | Ulica Farna 2                        | 46 m                   | –                  | –                 | [ 10 ] |
| 12      | Wieża ciśnień                                                        |         | Ulica Filarecka 2                    | 45 m                   | –                  | 1900              | [ 30 ] |
| 13      | Arkada Business Park                                                 |         | Ulica Fordońska 2                    | 45 m                   | 10                 | 2018              | [ 31 ] |
| 14      | Nordic Tower                                                         |         | Ulica Kaszubska 17F                  | 42 m                   | 13                 | 1983              | [ 10 ] |
| 15      | Budynek C Atrium Parku                                               |         | Ulica Gajowa 76                      | 39 m                   | 12                 | 2016              | [ 36 ] |
| 16      | Wieżowiec Uniwersytetu Kazimierza Wielkiego w Bydgoszczy             |         | Ulica Michała Kleofasa Ogińskiego 16 | 37 m                   | 11                 | 1973              | [ 38 ] |
| 17      | Awiator                                                              |         | Ulica Koszalińska 14                 | 36 m                   | 10                 | 2019              | [ 39 ] |
| 18      | Balaton Apartamenty                                                  |         | Ulica Ceramiczna 5                   | 35 m                   | 11                 | 2021              | [ 42 ] |
| 19      | Budynek Mieszkalny nr 1 na Oś. Bartodzieje I                         |         | Marii Skłodowskiej-Curie 25          | 34,95 m                | 12                 | –                 | [ 43 ] |
| 20      | Budynek Mieszkalny nr 2 na Oś. Bartodzieje I                         |         | Marii Skłodowskiej-Curie 56          | 34,70 m                | 11                 | –                 | [ 44 ] |
| 21      | Gajowa 72                                                            |         | Ulica Gajowa 72                      | 34 m                   | 11                 | –                 | [ 42 ] |
| 22      | Budynek Szpitala Uniwersyteckiego nr 2 im. Jana Biziela w Bydgoszczy |         | Ulica Kornela Ujejskiego 75          | 32 m                   | 9                  | 2025              | [ 47 ] |
| 23      | Kampus Akademii Muzycznej im. Feliksa Nowowiejskiego w Bydgoszczy    |         | Ulica Ignacego Paderewskiego 34      | 30 m                   | 7                  | 2026              | [ 49 ] |
| 24      | Budynek Oddziału Terenowego Krajowego Ośrodka Wsparcia Rolnictwa     |         | Ulica Hetmańska 38                   | 28 m+                  | 9                  | 1966              | [ 50 ] |
| 25      | Kolejowa wieża ciśnień                                               |         | Ulica Inwalidów                      | 25 m                   | –                  | 1931              | [ 52 ] |

## Budynki w budowie
| Pozycja | Nazwa                                  | Zdjęcie | Adres                                                                                       | Wysokość całkowita (m) | Liczba kondygnacji | Zaplanowany rok ukończenia budowy | Źródło |
| ------- | -------------------------------------- | ------- | ------------------------------------------------------------------------------------------- | ---------------------- | ------------------ | --------------------------------- | ------ |
| 1       | Wieża technologiczna Tele-Foniki Kable |         | Ulica Fordońska                                                                             | 53 m                   | –                  | 2025                              | [ 53 ] |
| 2       | Nordic Astrum                          |         | Ulica Babia Wieś                                                                            | 50 m                   | 16                 | –                                 | [ 55 ] |
| 3       | Aspire 1                               |         | Ulica Toruńska 136                                                                          | 40 m                   | 13                 | 2026/2027                         | [ 56 ] |
| 4       | Aspire 2                               |         | Ulica Toruńska 136                                                                          | 40 m                   | 13                 | 2026/2027                         | [ 56 ] |
| 5       | Wieża F Nowego Portu                   |         | Ulica Marszałka Focha, Karola Marcinkowskiego, Obrońców Bydgoszczy i dr. Emila Warmińskiego | 36 m                   | 11                 | –                                 | [ 58 ] |
| 6       | Wieża C Nowego Portu                   |         | Ulica Marszałka Focha, Karola Marcinkowskiego, Obrońców Bydgoszczy i dr. Emila Warmińskiego | 36 m                   | 11                 | –                                 | [ 58 ] |
| 7       | Wieża 3 Nowego Portu                   |         | Ulica Marszałka Focha, Karola Marcinkowskiego, Obrońców Bydgoszczy i dr. Emila Warmińskiego | 36 m                   | 11                 | –                                 | [ 58 ] |
| 8       | Wieża 4 Nowego Portu                   |         | Ulica Marszałka Focha, Karola Marcinkowskiego, Obrońców Bydgoszczy i dr. Emila Warmińskiego | 36 m                   | 11                 | –                                 | [ 58 ] |

## Niezrealizowane projekty budynków
| Pozycja | Adres                                                                                | Wysokość całkowita (m) | Liczba kondygnacji | Rok projektu | Źródło |
| ------- | ------------------------------------------------------------------------------------ | ---------------------- | ------------------ | ------------ | ------ |
| 1       | Ulica Fordońska                                                                      | 120 m                  | –                  | –            | [ 59 ] |
| 2       | Pomiędzy ulicą Aleja Stefana Kardynała Wyszyńskiego i ulicą Marii Curie-Skłodowskiej | –                      | 32                 | –            | [ 10 ] |
| 3       | Ulica Szeroka                                                                        | 100 m                  | 26                 | 1973         | [ 60 ] |
| 4       | Ulica Wojska Polskiego                                                               | 70 m                   | 18                 | –            | [ 61 ] |
| 5       | Pomiędzy ulicą Bernardyńską i Grodzką                                                | –                      | 17                 | –            | [ 62 ] |